# Осуна

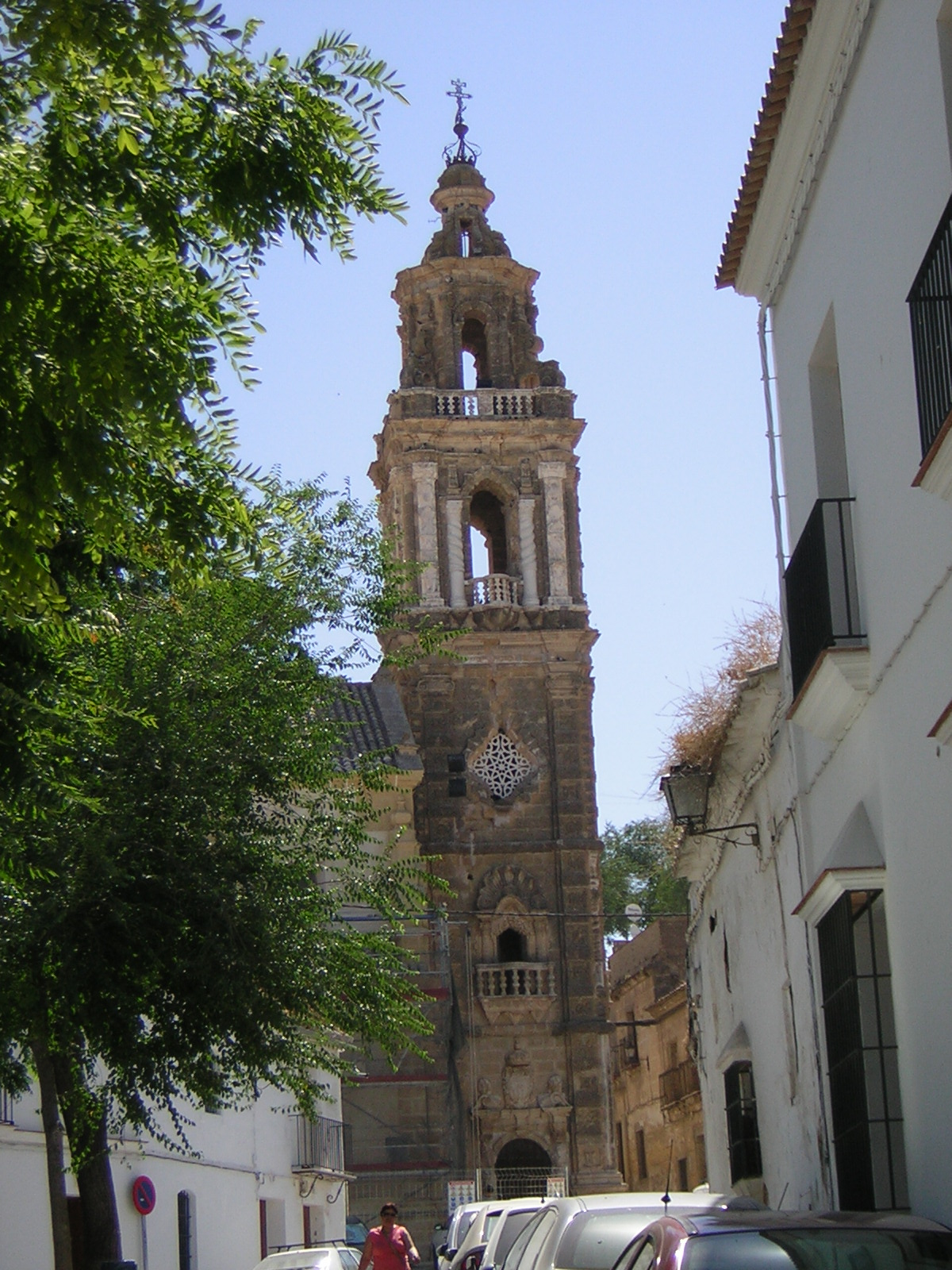

Осуна (ісп. Osuna) — муніципалітет в Іспанії, у складі автономної спільноти Андалусія, у провінції Севілья. Населення — 17 926 осіб (2010).
Муніципалітет розташований на відстані близько 370 км на південь від Мадрида, 80 км на схід від Севільї.
На території муніципалітету розташовані такі населені пункти: (дані про населення за 2010 рік)
- Осуна: 17683 особи
- Пуерто-де-ла-Енсіна: 243 особи

## Демографія
Динаміка населення (INE ):

## Галерея зображень

Розташування муніципалітету Осуна у провінції Севілья